# Список олимпийских рекордов в лёгкой атлетике

Олимпийские рекорды в лёгкой атлетике фиксируются с 1896 года

Олимпийские рекорды в лёгкой атлетике — это наивысшие результаты, показанные спортсменами на Олимпийских играх. Современные летние Олимпийские игры проводятся каждые четыре года, начиная с первых игр в 1896 году и на каждом событии олимпийские рекорды утверждаются Международным олимпийским комитетом (МОК). В настоящее время на Олимпийских играх мужчины и женщины соревнуются в 23 атлетических дисциплинах, из которых 21 дисциплина является общей для обоих полов. Из различий: женщины соревнуются в семиборье, в то время как мужчины в десятиборье, женщины бегут дистанцию 100 м с барьерами, а мужчины — 110 м с барьерами. Также мужчины и женщины с 2024 года соревнуются в двух смешанных дисциплинах.
Некоторые олимпийские рекорды впоследствии были аннулированы МОК. Так, в 1988 году канадский спринтер Бен Джонсон установил олимпийский и мировой рекорд в беге на 100 м, однако позже был дисквалифицирован, после того как было обнаружено, что он принимал запрещённые препараты. Его рекорд был отменён, а золотая медаль отдана американцу Карлу Льюису. Венгр Роберт Фазекаш в 2004 году побил олимпийский рекорд в метании диска, но позже его лишили и медали и рекорда из-за нарушения антидопинговых правил.
Самым старым олимпийских рекордом в лёгкой атлетике является рекорд Боба Бимона в прыжке в длину, который он установил на летних Олимпийских играх 1968 года. На играх он прыгнул на 8,90 метра, улучшив действующий рекорд на 55 см и установил как олимпийский, так и мировой рекорд. Впоследствии мировой рекорд в прыжках в длину был побит на чемпионате мира 1991 года Майком Пауэллом.

## Рекорды

### Мужчины
Жёлтым выделены мировые рекорды. Данные приведены по состоянию на окончание Игр 2024 года

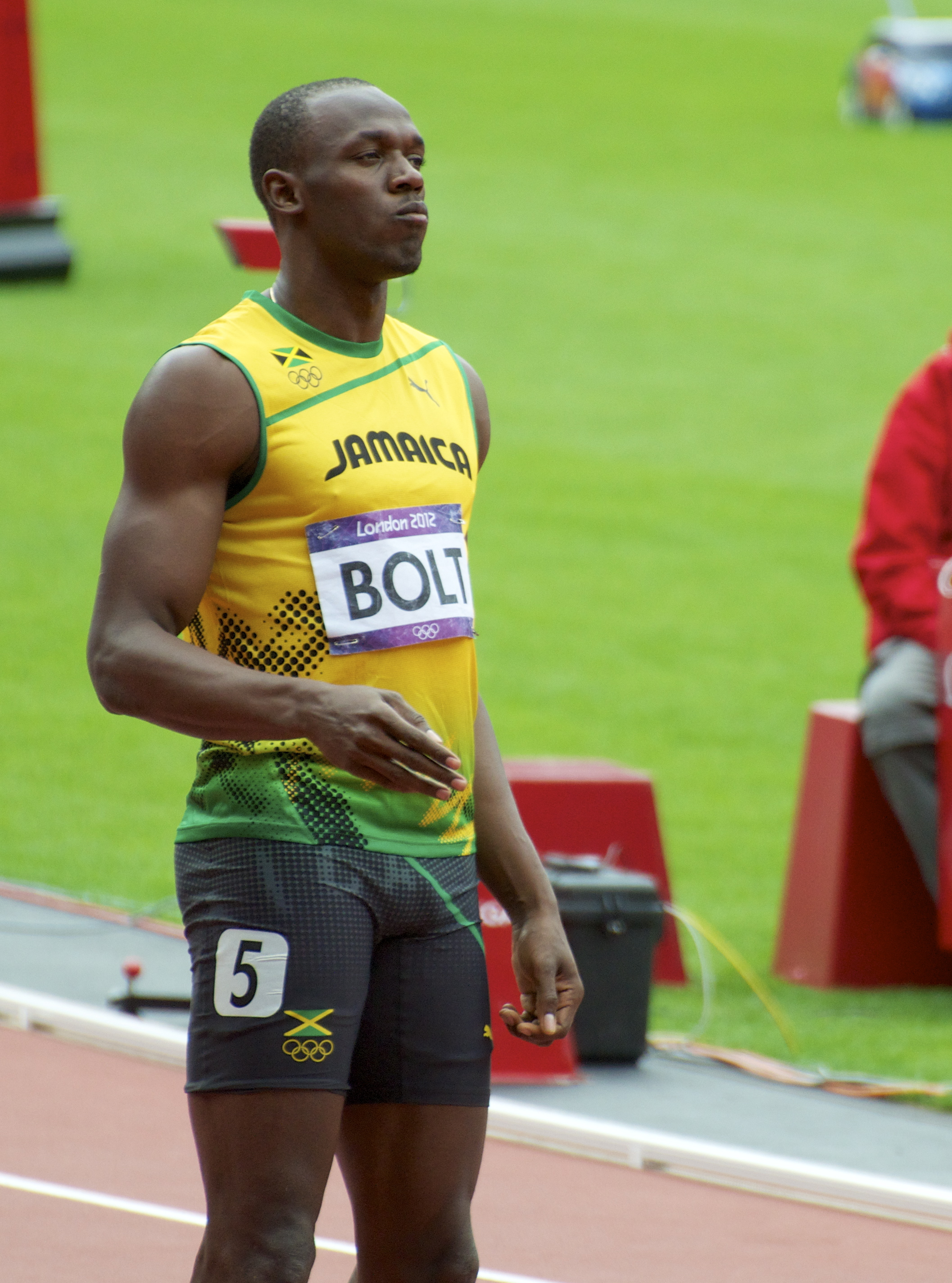
Усэйн Болт владеет тремя олимпийскими рекордами — двумя личными (100 и 200 метров) и одним в эстафете 4×100 метров

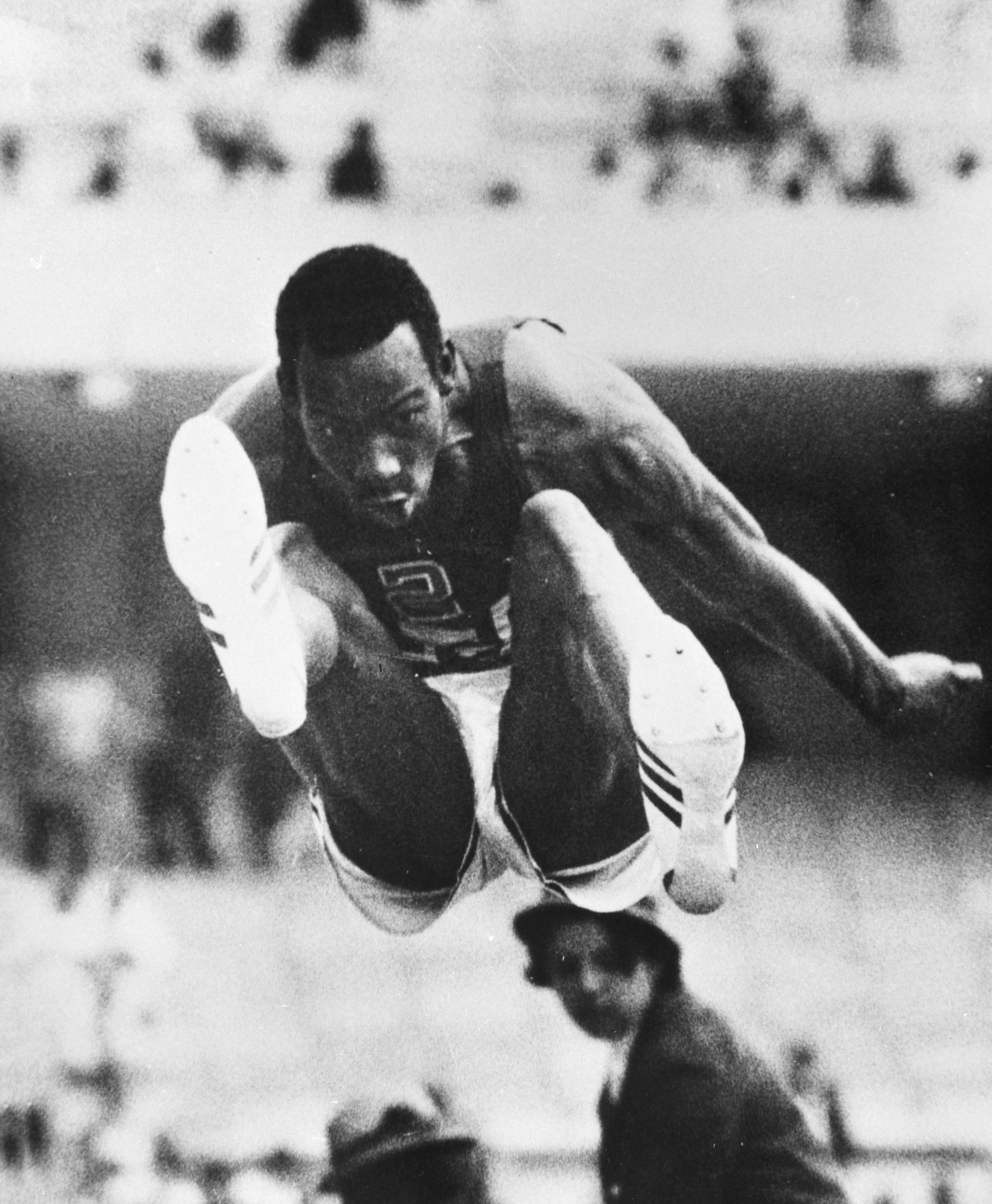
Боб Бимон владеет старейшим олимпийским рекордом в прыжках в длину с 1968 года

| Дисциплина            | Рекорд     | Спортсмен                                                | НОК      | Игры                | Дата             | Прим.         |
| --------------------- | ---------- | -------------------------------------------------------- | -------- | ------------------- | ---------------- | ------------- |
| 100 метров            | 9,63       | Усэйн Болт                                               | Ямайка   | 2012 Лондон         | 5 августа 2012   | [ 8 ]         |
| 200 метров            | 19,30      | Усэйн Болт                                               | Ямайка   | 2008 Пекин          | 20 августа 2008  | [ 9 ]         |
| 400 метров            | 43,03      | Уэйд ван Никерк                                          | ЮАР      | 2016 Рио-де-Жанейро | 14 августа 2016  | [ 10 ]        |
| 800 метров            | 1:40,91    | Дэвид Рудиша                                             | Кения    | 2012 Лондон         | 9 августа 2012   | [ 11 ]        |
| 1500 метров           | 3:27,65    | Коул Хокер                                               | США      | 2024 Париж          | 6 августа 2024   |               |
| 5000 метров           | 12:57,82   | Кенениса Бекеле                                          | Эфиопия  | 2008 Пекин          | 23 августа 2008  | [ 12 ]        |
| 10 000 метров         | 26:43,14   | Джошуа Чептегеи                                          | Уганда   | 2024 Париж          | 2 августа 2024   |               |
| Марафон               | 2:06:26    | Тамират Тола                                             | Эфиопия  | 2024 Париж          | 10 августа 2024  |               |
| 110 метров с/б        | 12,91      | Лю Сян                                                   | Китай    | 2004 Афины          | 27 августа 2004  | [ 13 ]        |
| 400 метров с/б        | 45,94      | Карстен Вархольм                                         | Норвегия | 2020 Токио          | 5 августа 2021   | [ 14 ] [ 15 ] |
| 3000 метров с/п       | 8:05,51    | Консеслус Кипруто                                        | Кения    | 2016 Рио-де-Жанейро | 17 августа 2016  | [ 16 ]        |
| Эстафета 4×100 метров | 36,84      | Неста Картер Майкл Фрэйтер Йохан Блейк Усэйн Болт        | Ямайка   | 2012 Лондон         | 11 августа 2012  | [ 17 ]        |
| Эстафета 4×400 метров | 2:54,43    | Кристофер Бейли Вернон Норвуд Брайс Дедмон Рай Бенджамин | США      | 2024 Париж          | 10 августа 2024  | [ 18 ]        |
| Ходьба на 20 км       | 1:18:46    | Чэнь Дин                                                 | Китай    | 2012 Лондон         | 4 августа 2012   | [ 19 ]        |
| Прыжок в высоту       | 2,39 м     | Чарльз Остин                                             | США      | 1996 Атланта        | 28 июля 1996     | [ 20 ]        |
| Прыжок в длину        | 8,90 м     | Боб Бимон                                                | США      | 1968 Мехико         | 18 октября 1968  | [ 6 ]         |
| Прыжок с шестом       | 6,25 м     | Арман Дюплантис                                          | Швеция   | 2024 Париж          | 5 августа 2024   |               |
| Тройной прыжок        | 18,09 м    | Кенни Харрисон                                           | США      | 1996 Атланта        | 27 июля 1996     | [ 21 ]        |
| Толкание ядра         | 23,30 м    | Райан Краузер                                            | США      | 2020 Токио          | 5 августа 2021   | [ 22 ]        |
| Метание диска         | 70,00 м    | Роже Стона                                               | Ямайка   | 2024 Париж          | 7 августа 2024   |               |
| Метание молота        | 84,80 м    | Сергей Литвинов ‡                                        | СССР     | 1988 Сеул           | 26 сентября 1988 | [ 23 ]        |
| Метание копья         | 92,97 м    | Аршад Надим                                              | Пакистан | 2024 Париж          | 8 августа 2024   |               |
| Десятиборье           | 9018 очков | Дамиан Уорнер                                            | Канада   | 2020 Токио          | 5 августа 2021   |               |

### Женщины
Жёлтым выделены мировые рекорды. Данные приведены по состоянию на окончание Игр 2024 года

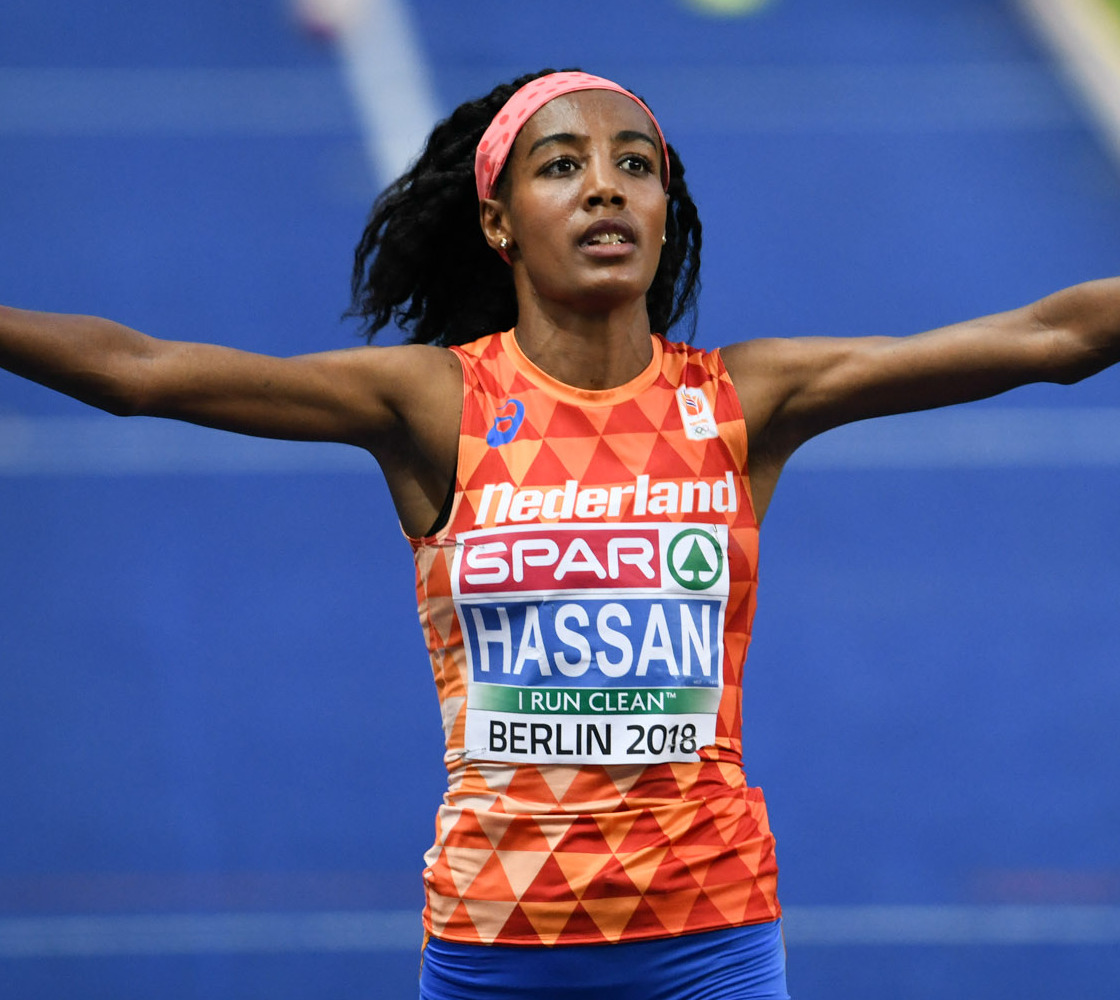
Олимпийская рекордсменка в марафоне с 2024 года Сифан Хассан

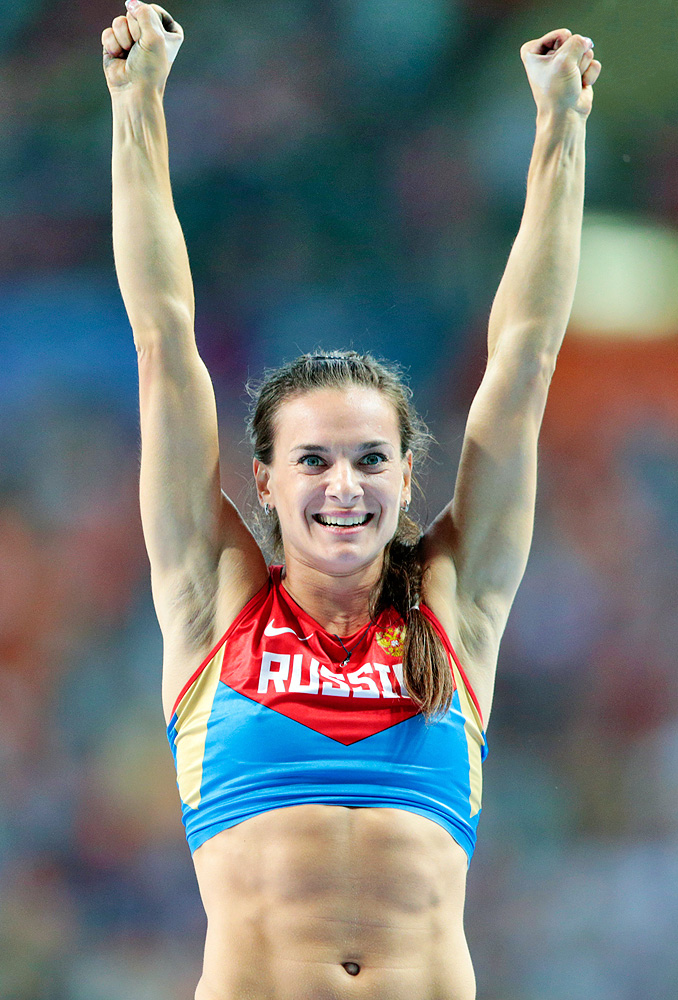
Елена Исинбаева владеет олимпийским рекордом в прыжках с шестом с 2008 года

| Дисциплина            | Рекорд    | Спортсменка                                                    | НОК                      | Игры                | Дата             | Прим.         |
| --------------------- | --------- | -------------------------------------------------------------- | ------------------------ | ------------------- | ---------------- | ------------- |
| 100 метров            | 10,61     | Элейн Томпсон-Хера                                             | Ямайка                   | 2020 Токио          | 31 июля 2021     | [ 24 ]        |
| 200 метров            | 21,34     | Флоренс Гриффит-Джойнер ‡                                      | США                      | 1988 Сеул           | 29 сентября 1988 | [ 25 ] [ 26 ] |
| 400 метров            | 48,17     | Марилейди Паулино                                              | Доминиканская Республика | 2024 Париж          | 9 августа 2024   | [ 27 ]        |
| 800 метров            | 1:53,43   | Надежда Олизаренко ‡                                           | СССР                     | 1980 Москва         | 27 июля 1980     | [ 27 ]        |
| 1500 метров           | 3:51.29   | Фейт Кипьегон                                                  | Кения                    | 2024 Париж          | 10 августа 2024  | [ 27 ]        |
| 5000 метров           | 14:26,17  | Вивиан Черуйот                                                 | Кения                    | 2016 Рио-де-Жанейро | 19 августа 2016  | [ 28 ]        |
| 10 000 метров         | 29:17,45  | Алмаз Аяна                                                     | Эфиопия                  | 2016 Рио-де-Жанейро | 12 августа 2016  | [ 29 ]        |
| Марафон               | 2:22:55   | Сифан Хассан                                                   | Нидерланды               | 2024 Париж          | 11 августа 2024  | [ 27 ]        |
| 100 метров с/б        | 12,26     | Джасмин Камачо-Куинн                                           | Пуэрто-Рико              | 2020 Токио          | 1 августа 2021   | [ 30 ]        |
| 400 метров с/б        | 50,37     | Сидни Маклафлин-Леврон                                         | США                      | 2024 Париж          | 8 августа 2024   |               |
| 3000 метров с/п       | 8:52,76   | Уинфред Яви                                                    | Бахрейн                  | 2024 Париж          | 6 августа 2024   |               |
| Эстафета 4×100 метров | 40,82     | Тиана Мэдисон Эллисон Феликс Бьянка Найт Кармелита Джетер      | США                      | 2012 Лондон         | 10 августа 2012  | [ 31 ]        |
| Эстафета 4×400 метров | 3:15,17   | Татьяна Ледовская Ольга Назарова Мария Пинигина Ольга Брызгина | СССР                     | 1988 Сеул           | 1 октября 1988   | [ 32 ]        |
| Ходьба на 20 км       | 1:25:16   | Цеян Шэньцзе                                                   | Китай                    | 2012 Лондон         | 11 августа 2012  | [ 33 ]        |
| Прыжок в высоту       | 2,06 м    | Елена Слесаренко                                               | Россия                   | 2004 Афины          | 28 августа 2004  | [ 20 ]        |
| Прыжок в длину        | 7,40 м    | Джеки Джойнер-Керси                                            | США                      | 1988 Сеул           | 29 сентября 1988 | [ 34 ]        |
| Прыжок с шестом       | 5,05 м    | Елена Исинбаева                                                | Россия                   | 2008 Пекин          | 18 августа 2008  | [ 35 ] [ 36 ] |
| Тройной прыжок        | 15,67 м   | Юлимар Рохас                                                   | Венесуэла                | 2020 Токио          | 1 августа 2021   |               |
| Толкание ядра         | 22,41 м   | Илона Слупянек                                                 | ГДР                      | 1980 Москва         | 24 июля 1980     | [ 37 ]        |
| Метание диска         | 72,30 м   | Мартина Хелльман                                               | ГДР                      | 1988 Сеул           | 29 сентября 1988 | [ 38 ]        |
| Метание молота        | 82,29 м   | Анита Влодарчик                                                | Польша                   | 2016 Рио-де-Жанейро | 15 августа 2016  | [ 39 ]        |
| Метание копья         | 71,53 м   | Ослейдис Менендес                                              | Куба                     | 2004 Афины          | 27 августа 2004  | [ 27 ]        |
| Семиборье             | 7291 очко | Джеки Джойнер-Керси                                            | США                      | 1988 Сеул           | 24 сентября 1988 | [ 27 ]        |

### Смешанные дисциплины
Жёлтым выделены мировые рекорды. Данные приведены по состоянию на окончание Игр 2024 года
| Дисциплина                               | Рекорд                                                         | Спортсмен                                                      | НОК                                                            | Игры                                                           | Дата                                                           | Прим.                                                          |
| ---------------------------------------- | -------------------------------------------------------------- | -------------------------------------------------------------- | -------------------------------------------------------------- | -------------------------------------------------------------- | -------------------------------------------------------------- | -------------------------------------------------------------- |
| Эстафета 4×400 метров                    | 3:07,41                                                        | Вернон Норвуд Шамир Литтл Брайс Дедмон Кайлин Браун            | США                                                            | 2024 Париж                                                     | 2 августа 2024                                                 |                                                                |
| Марафонская эстафета в спортивной ходьбе | В данной дисциплине фиксируется высшее достижение, а не рекорд | В данной дисциплине фиксируется высшее достижение, а не рекорд | В данной дисциплине фиксируется высшее достижение, а не рекорд | В данной дисциплине фиксируется высшее достижение, а не рекорд | В данной дисциплине фиксируется высшее достижение, а не рекорд | В данной дисциплине фиксируется высшее достижение, а не рекорд |

## Рекорды по Играм, на которых были установлены
| Игры                | Всего | Мужчины | Женщины | Смешанные |
| ------------------- | ----- | ------- | ------- | --------- |
| 1968 Мехико         | 1     | 1       | —       | —         |
| 1980 Москва         | 2     | —       | 2       | —         |
| 1988 Сеул           | 6     | 1       | 5       | —         |
| 1996 Атланта        | 2     | 2       | —       | —         |
| 2004 Афины          | 3     | 1       | 2       | —         |
| 2008 Пекин          | 3     | 2       | 1       | —         |
| 2012 Лондон         | 6     | 4       | 2       | —         |
| 2016 Рио-де-Жанейро | 5     | 2       | 3       | —         |
| 2020 Токио          | 6     | 3       | 3       | —         |
| 2024 Париж          | 13    | 7       | 5       | 1         |
| Всего               | 47    | 23      | 23      | 1         |